# Hungarian Football League
Die Hungarian Football League (HFL) ist die höchste Liga für American Football in Ungarn und wird vom ungarischen Verband Magyar Amerikai Futball Szövetség (MAFSZ) ausgerichtet. Sie wird ebenso wie die nachgereihten Ligen auf Amateurbasis ausgetragen.

## Geschichte
Die Magyarországi Amerikai Futballcsapatok Ligája wurde das erste Mal 2005 mit 4 Mannschaften (Budapest Wolves, Győr Sharks, Debrecen Gladiators, Nagykanizsa Demons) ausgetragen. Die erste Hungarian Bowl konnten die Budapest Wolves für sich entscheiden.
In den nächsten beiden Jahren spielten die Wolves nur in der österreichischen Liga. Diese Austragungen konnten die Győr Sharks für sich entscheiden. 2006 nahmen bereits 8 Teams an der Liga teil. Bereits im Jahr darauf musste eine 2. Liga geschaffen werden, so spielten dann 6 Teams in der ersten und 9 Teams in der zweiten Liga.
Die Wolves kehrten 2008 zurück und konnten 3 Meisterschaften ungeschlagen für sich entscheiden. 2009 zählte der Bewerb bereits 26 Teams und so musste eine dritte Liga eingeführt werden. Jedoch kehrte man im folgenden Jahr wieder zum 2-Liga-System zurück.
2011 restrukturierte der Verband das Format mit der Einführung der Hungarian Football League, die im Herbst ausgetragen werden sollte. Die Division I und II wurden zur zweiten und dritten Liga und wurden im Frühjahr ausgespielt. Der Großteil der Teams sprach sich gegen dieses Format aus und so wurde die Hungarian Bowl in diesem Jahr nicht ausgetragen. Stattdessen gab es dieses Jahr eine Fall Bowl.
Im Jahr darauf wurde die HFL doch noch gestartet und in dieser Spielzeit sollten die Budapest Wolves ihre erste Niederlage gegen ein ungarisches Team(Budapest Hurricanes) in ihrer Vereinsgeschichte einstecken. Im Finale konnten die Wolves doch noch gegen die Hurricanes gewinnen. Erst in den Jahren danach konnten sich mit den Hurricanes (2013), den Újbuda Rebels (2014) und den Bratislava Monarchs (2015) Mannschaften gegen die Wolves im Hungarian Bowl Durchsetzen. 2015 war die erste Saison in der ein ausländisches Team am Bewerb teilnahm und mit dem Sieg der Monarchs im Finale wurde die Wolves als unterlegenes Finalteam zum ungarischen Meister.
2016 wurden die Miskolc Steelers das erste Team außerhalb Budapests in der Geschichte der HFL die am Finale teilnehmen sollten. Dieses konnten sie auch prompt gewinnen und wurden das sechste Team in der sechsten Saison das die HFL gewinnen konnte. Im Jahr darauf gewannen die Budapest Cowbells als augenscheinlich siebentes Team, jedoch ging die Mannschaft aus den Újbuda Rebels hervor, was sie zum ersten Team machte das die HFL zum zweiten Mal gewinnen konnte.

## Ligaaufbau

### Ligen und Divisionen 2023
| Liga              | Mannschaften |
| ----------------- | --- |
| HFL               | Borsod Bobcats, Budapest Cowbells, Budapest Titans, Budapest Wolves, Dunakeszi Rangers, Szeged Guardians, Szombathely Crushers, Tatabanya Mustangs, Ujpest Bulldogs |
| Divíszió I – West | Budapest Wolves II, Diósd Saints, Győr Sharks, Hippos, Pécs Legioners                                                                                               |
| Divíszió I – Ost  | Budapest Cowbells II, Dabas Sparks, DEAC Gladiators, Jászberény Wolverines, Levelek Spartans                                                                        |
| Divíszió II       | N. N. |

## HFL-Meister

### Hungarian Bowl
| Nr.       | Jahr | Finaldatum   | Sieger              | Finalist            | Ergebnis | Austragungsort                      |
| --------- | ---- | ------------ | ------------------- | ------------------- | -------- | ----------------------------------- |
| I         | 2005 | 11. November | Budapest Wolves     | Debrecen Gladiators | 46:0     |                                     |
| II        | 2006 | 1. Juli      | Győr Sharks         | Debrecen Gladiators | 7:6      |                                     |
| III       | 2007 | 1. Juli      | Győr Sharks         | Debrecen Gladiators | 42:12    | Szőnyi úti Stadion, Budapest        |
| IV        | 2008 | 12. Juli     | Budapest Wolves     | Budapest Cowboys    | 20:14    | Szőnyi úti Stadion, Budapest        |
| V         | 2009 | 11. Juli     | Budapest Wolves     | Győr Sharks         | 16:12    | Szőnyi úti Stadion, Budapest        |
| VI        | 2010 | 16. Oktober  | Budapest Wolves     | Nyíregyháza Tigers  | 58:0     | Szőnyi úti Stadion, Budapest        |
| Fall Bowl | 2011 |              | Budapest Wolves     | Nyíregyháza Tigers  | 28:0     |                                     |
| VII       | 2012 | 22. Oktober  | Budapest Wolves     | Budapest Hurricanes | 65:21    | BKV Előre Stadion, Budapest         |
| VIII      | 2013 | 26. Oktober  | Budapest Hurricanes | Budapest Wolves     | 28:24    | Szőnyi úti Stadion, Budapest        |
| IX        | 2014 | 15. November | Újbuda Rebels       | Budapest Wolves     | 19:9     | Szőnyi úti Stadion, Budapest        |
| X         | 2015 | 4. Juli      | Bratislava Monarchs | Budapest Wolves     | 55:34    | Szőnyi úti Stadion, Budapest        |
| XI        | 2016 | 19. Juni     | Miskolc Steelers    | Budapest Cowbells   | 19:16    | Szőnyi úti Stadion, Budapest        |
| XII       | 2017 | 8. Juli      | Budapest Cowbells   | Miskolc Steelers    | 14:10    | Hidegkuti-Nándor-Stadion, Budapest  |
| XIII      | 2018 | 14. Juli     | Budapest Wolves     | Miskolc Steelers    | 34:30    | Szusza Ferenc Stadion, Budapest     |
| XIV       | 2019 | 6. Juli      | Fehérvár Enthroners | Kiev Capitals       | 14:12    | Hidegkuti-Nándor-Stadion, Budapest  |
| XV        | 2021 | 10. Juli     | Budapest Wolves     | Fehérvár Enthroners | 18:70    | First Field, Székesfehérvár         |
| XVI       | 2022 | 16. Juli     | Fehérvár Enthroners | Budapest Wolves     | 31:24    | Hidegkuti-Nándor-Stadion, Budapest  |
| XVII      | 2023 | 15. Juli     | Budapest Wolves     | Ujpest Bulldogs     | 49:28    | Budapest Rugby Center, Kincsem Park |
| XVIII     | 2024 | 20. Juli     | Budapest Titans     | Budapest Cowbells   | 51:29    | Budapest Rugby Center, Kincsem Park |
| XIX       | 2025 | 12. Juli     | Diosd Saints        | Ujpest Bulldogs     | 56:21    |                                     |

#### Hungarian-Bowl-Gewinner
| Anzahl | Team                | Jahre                                   |
| ------ | ------------------- | --------------------------------------- |
| 8      | Budapest Wolves     | 2005, 2008–2010, 2012, 2018, 2021, 2023 |
| 2      | Fehérvár Enthroners | 2019, 2022                              |
| 2      | Győr Sharks         | 2006–2007                               |
| 2      | Budapest Cowbells 1 | 2014, 2017                              |
| 1      | Budapest Hurricanes | 2013                                    |
| 1      | Bratislava Monarchs | 2015                                    |
| 1      | Miskolc Steelers    | 2016                                    |
| 1      | Budapest Titans     | 2024                                    |
| 1      | Diosd Saints        | 2025                                    |

### Pannon Bowl
| Nr.  | Jahr | Finaldatum    | Sieger               | Finalist             | Ergebnis | Austragungsort                            |
| ---- | ---- | ------------- | -------------------- | -------------------- | -------- | ----------------------------------------- |
| I    | 2007 | 7. Juli       | Budapest Cowboys     | North Pest Vipers    | 45:0     | Margitszigeti Atlétikai Centrum, Budapest |
| II   | 2008 | 5. Juli       | Revolution Tigers    | Zala Predators       | 36:20    | Balatonalmádi                             |
| III  | 2009 |               | Dunaújváros Gorillaz | Zala Predators       | 10:0     |                                           |
| IV   | 2010 | kein Play-off | Miskolc Steelers     |                      |          |                                           |
| V    | 2011 | 17. Juli      | Nyíregyháza Tigers   | Békéscsaba Raptors   | 42:7     |                                           |
| VI   | 2012 | 14. Juli      | Dunaújváros Gorillaz | Békéscsaba Raptors   | 34:3     | BKV Stadion, Budapest                     |
| VII  | 2013 | 13. Juli      | Budapest Cowboys     | Dunaújváros Gorillaz | 12:6     |                                           |
| VIII | 2014 | 19. Juli      | Újpest Bulldogs      | Miskolc Steelers     | 43:36    |                                           |
| IX   | 2015 | 11. Juli      | Eger Heroes          | Dunaújváros Gorillaz | 19:16    | ELMŰ-Stadion, Budapest                    |
| X    | 2016 | 10. Juli      | Dunaújváros Gorillaz | Debrecen Gladiators  | 28:8     | Dunaferr Aréna, Dunaújváros               |
| XI   | 2017 | 15. Juli      | Fehérvár Enthroners  | Budapest Eagles      | 28:7     | First Field, Székesfehérvár               |
| XII  | 2018 | 15. Juli      | Szombathely Crushers | Szekszárd Bad Bones  | 17:7     | Szombathely                               |
| XIII | 2019 | 13. Juli      | Szombathely Crushers | Eger Heroes          | 32:0     | Szombathely                               |
| XIV  | 2020 | 28. November  | Győr Sharks          | Szombathely Crushers | 32:13    | Nyúl (Győr)                               |
| XV   | 2021 | 17. Juli      | Miskolc Steelers     | Budapest Cowbells 2  | 43:22    | Miskolci Atlétikai Centrum, Miskolc       |
| XVI  | 2022 | 23. Juli      | Budapest Titans      | Szombathely Crushers | 18:13    | Budapest Rugby Center                     |
| XVII | 2023 | 22. Juli      | Dabas Sparks         | Budapest Wolves 2    | 17:14    | Budapest Rugby Center                     |

#### Pannon-Bowl-Gewinner
| Anzahl | Team                 | Jahre            |
| ------ | -------------------- | ---------------- |
| 3      | Dunaújváros Gorillaz | 2009, 2012, 2016 |
| 2      | Budapest Cowboys     | 2007, 2013       |
| 2      | Szombathely Crushers | 2018–2019        |
| 2      | Miskolc Steelers     | 2010, 2021       |
| 1      | Revolution Tigers    | 2008             |
| 1      | Nyíregyháza Tigers   | 2011             |
| 1      | Újpest Bulldogs      | 2014             |
| 1      | Eger Heroes          | 2015             |
| 1      | Fehérvár Enthroners  | 2017             |
| 1      | Győr Sharks          | 2020             |
| 1      | Budapest Titans      | 2022             |
| 1      | Dabas Sparks         | 2023             |

### Duna Bowl
| Nr.  | Jahr | Finaldatum    | Sieger              | Finalist              | Ergebnis | Austragungsort                         |
| ---- | ---- | ------------- | ------------------- | --------------------- | -------- | -------------------------------------- |
| I    | 2009 | 5. Juli       | Újbuda Rebels       | Jászberény Wolverines | 33:0     |                                        |
| II   | 2011 | 17. Juli      | Budapest Hurricanes | Újpest Bulldogs       | 49:14    |                                        |
| III  | 2012 | 14. Juli      | Budapest Cowboys 2  | Újbuda Rebels 2       | 33:7     | BKV Stadion, Budapest                  |
| IV   | 2013 | 13. Juli      | Újpest Bulldogs     | Újbuda Rebels 2       | 41:6     | BKV Stadion, Budapest                  |
| V    | 2014 | 20. Juli      | Miskolc Renegades   | Budapest Hurricanes 2 | 38:21    | Miskolc                                |
| VI   | 2015 | 11. Juli      | Debrecen Gladiators | Szekszárd Bad Bones   | 21:14    | ELMŰ-Stadion, Budapest                 |
| VII  | 2016 | 9. Juli       | Budapest Eagles     | Fehérvár Enthroners   | 35:13    | First Field, Székesfehérvár            |
| VIII | 2017 | 16. Juli      | Nyíregyháza Tigers  | Szombathely Crushers  | 14:7     | Nyvsc Pálya, Nyíregyháza               |
| IX   | 2018 | 15. Juli      | Eger Heroes         | Dabas Sparks          | 42:20    | Eger Északi Sportpálya, Eger           |
| X    | 2019 | 13. Juli      | Miskolc Renegades   | Tatabánya Mustangs    | 40:38    | Olimpikon úti müfüves pálya, Tatabánya |
| XI   | 2020 | kein Play-off | VSD Rangers         |                       |          |                                        |
| XII  | 2021 | 31. Juli      | Budapest Wolves 2   | Tatabánya Mustangs    | 34:14    | Tichy Lajos Sportcentrum, Budapest     |
| XIII | 2022 | 31. Juli      | Újpest Bulldogs     | Budapest Wolves 2     | 10:6     | Angyalföldi Sportközpont, Budapest     |

#### Duna-Bowl-Gewinner
| Anzahl | Team                | Jahre      |
| ------ | ------------------- | ---------- |
| 2      | Miskolc Renegades   | 2014, 2019 |
| 2      | Újpest Bulldogs     | 2013, 2022 |
| 1      | Újbuda Rebels       | 2009       |
| 1      | Budapest Hurricanes | 2011       |
| 1      | Budapest Cowboys 2  | 2012       |
| 1      | Debrecen Gladiators | 2015       |
| 1      | Budapest Eagles     | 2016       |
| 1      | Nyíregyháza Tigers  | 2017       |
| 1      | Eger Heroes         | 2018       |
| 1      | VSD Rangers         | 2020       |
| 1      | Budapest Wolves 2   | 2021       |